# Àqila (nom)
Àqila (àrab: عاقلة, ʿĀqila) és un nom femení àrab que literalment ‘racional’, ‘intel·ligent’, ‘assenyada’. Si bé Àqila és la transcripció normativa en català del nom en àrab clàssic, també se'l pot trobar transcrit 'Aqila. Aquest nom també el duen musulmans no arabòfons que l'han adaptat a les característiques fòniques i gràfiques de la seva llengua.
La forma masculina d'aquest nom és Àqil.